# 羅湖口岸
羅湖口岸（らこ こうがん）は中華人民共和国広東省深圳市羅湖区と香港特別行政区北区羅湖の間に位置する出入境検査場。中国で最大規模の出入境検査場である。国境開放時間は6:30から24:00。
香港と深圳を移動する旅客のメインゲートであり、香港側は港鉄羅湖駅が設置され、香港側は東鉄線により移動しなければならない。また深圳側は深圳駅前広場となっており、羅湖商業城、深圳駅、深圳バスターミナルなどが立地している。また深圳地下鉄1号線（羅宝線）羅湖駅が市内各地と連絡している。
香港側の羅湖駅周辺は緩衝地帯として一般人の通行が許可されていないため、この駅から市バスやタクシーなどに乗ることはできない。香港国際空港へのバスは1駅隣の港鉄上水駅 (香港)から利用することになる。
香港空港から深圳の東側に入る場合、香港空港からA43/A43PバスでMTR上水駅、そこから1区間MTRに乗車し羅湖口岸もしくは福田口岸に向かうというルートが旅行者などにより紹介されている。
深圳側の羅湖口岸ビルには車寄せがあり、タクシーなどで乗り入れることができる。
2006から2007年にかけ羅湖口岸を通過した旅客は9300万人に達し、現在世界で最も通過旅客数が多い国境の一つである。